# 袴田米良
袴田米良（日语：／ Hakamada Mera，9月6日—），日本漫畫家，本名未公開。目前住在東京23區。

## 簡介
1999年時在ENIX（今史克威爾艾尼克斯）的漫畫雜誌《月刊少年GANGAN》1999年12月號發表單篇漫畫出道。2005年發表第一部連載漫畫《偶像小妖精》（フェアリーアイドルかのん）。筆名的來自《勇者鬥惡龍系列》的火焰咒文，自畫像的頭是一顆火球。
擅長百合描寫。

## 作品一覽

### 單行本
- 《偶像小妖精》（フェアリーアイドルかのん）（Poplar社、全4冊）尖端出版
- 《最後的制服》（芳文社、全3冊）尖端出版
- （一迅社）
- 《潛伏魔女》（暁色の潜伏魔女）（雙葉社、全3冊）東立出版
- 《我們最麻吉》（わたしの大切なともだち）（雙葉社、全3冊）長鴻出版社出版）
- 《假如美夢能成真》（この願いが叶うなら）（一迅社、全1冊）東立出版
- （一迅社）全1卷
- （一迅社）全1卷
- （芳文社）上下卷
- 《她的世界》（彼女の世界）（德間書店）全1卷 東立出版
- 《小魔女莎樂美》（さろめりっく）（新書館）全1卷 東立出版
- （芳文社）全2卷
- - 全1卷『グランドジャンプPREMIUM』19号 - 24号、GRAND JUMP WEB H26/5/14 -6/11（集英社）

### 短篇
- - 《月刊少年GANGAN》1999年12月号（ENIX）
- - 2000年春号（ENIX）
- -  vol.2 2005 AUTUMN （一迅社）
- - 《Young Animal》 no.4 （白泉社）2005年
- - 「4コマあいらんど（《Young Animal》 no.5 別冊付録）」 （白泉社）2006年
- -  vol.6 2006 AUTUMN （一迅社）
- - 《小百合姬》 （一迅社）2006年
- -  vol.7 2007 WINTER （一迅社）
- -  2007年5月号 （竹書房）
- -  vol.8 2007 SPRING （一迅社）
- -  （一迅社）
- -  vol.9 2007 SUMMER （一迅社）

### 文集
- - （一迅社）2005年
- - （芳文社）2007年

## 外部連結
- ◆◆袴田戯画◆◆（页面存档备份，存于），作者的站台 （日語）